# المتاريب (حزم العدين)

تعديل مصدري - تعديل

المتاريب محلة تابعة لقرية الضرائب، التابعة لعزلة حقين بمديرية حزم العدين إحدى مديريات محافظة إب في الجمهورية اليمنية، بلغ تعداد سكانها 24 حسب تعداد اليمن لعام 2004.